# El Granado
El Granado ist eine spanisches Dorf und Gemeinde in der Provinz Huelva in der Autonomen Gemeinschaft Andalusien. 2024 hatte die Gemeinde 493 Einwohner. Sie befindet sich in der Comarca Andévalo. Zur Gemeinde gehören neben dem Hauptort El Granado die Ortschaften Puerto de La Laja und Santa Catalina.

## Geografie
El Granado liegt etwa 45 Kilometer nordwestlich von Huelva in einer Höhe von ca. 135 m an der Grenze zu Portugal. Die Grenze wird durch den Guadiana und Chanza gebildet.

## Temperaturrekord
Der bisherige der Temperaturrekord im Juni im lag bei einer Temperatur von 45,2 °C aus dem Jahr 1965 und wurde in Sevilla gemessen.
Hier wurde am 29. Juni 2025 an der Grenze zu Portugal eine Temperatur von 46 Grad °C gemessen und damit der neue Juni-Rekord für Spanien registriert, wie der spanische Wetterdienst Agencia Estatal de Meteorología am Montag, den 30. Juni 2025 mitteilte.

## Bevölkerungsentwicklung
| Jahr      | 1900 | 1920 | 1950  | 1970 | 1980 | 1990 | 2000 | 2010 | 2020 |
| Einwohner | 799  | 852  | 1.093 | 896  | 783  | 696  | 642  | 570  | 519  |

## Sehenswürdigkeiten
- Katharinenkirche (Iglesia de Santa Catalina)
- Dreifaltigkeitskapelle
- Windmühle

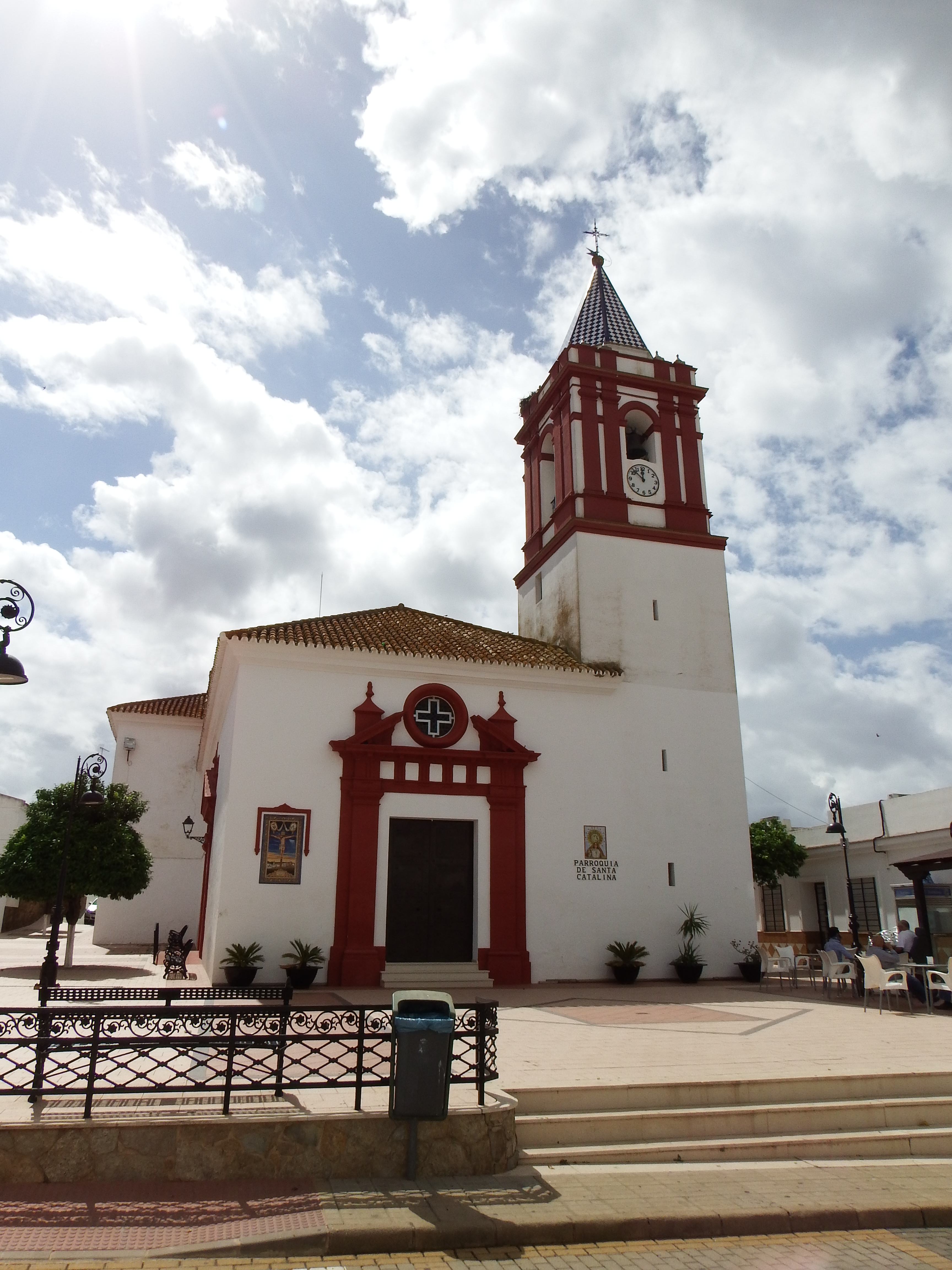
Katharinenkirche
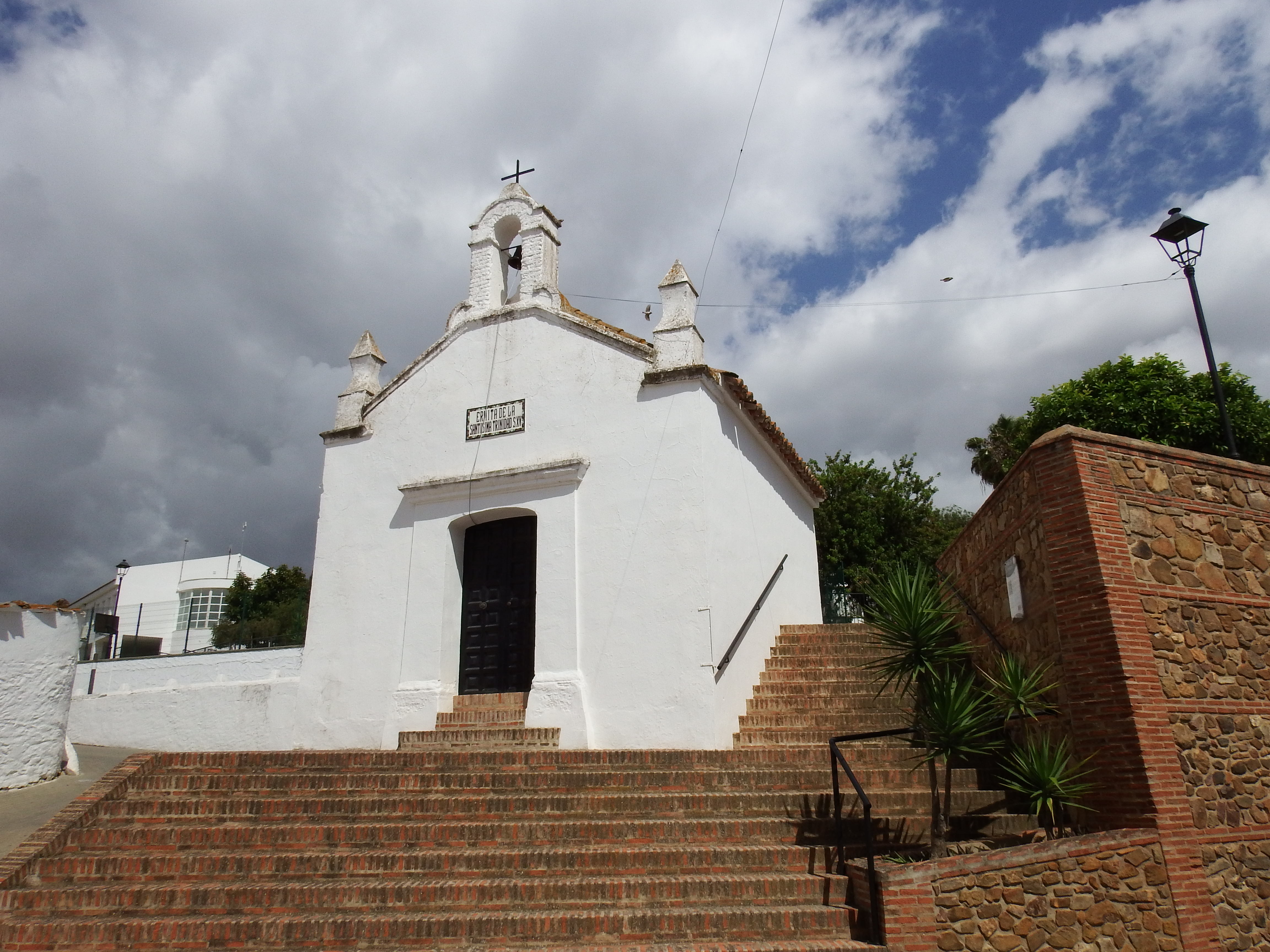
Dreifaltigkeitskapelle
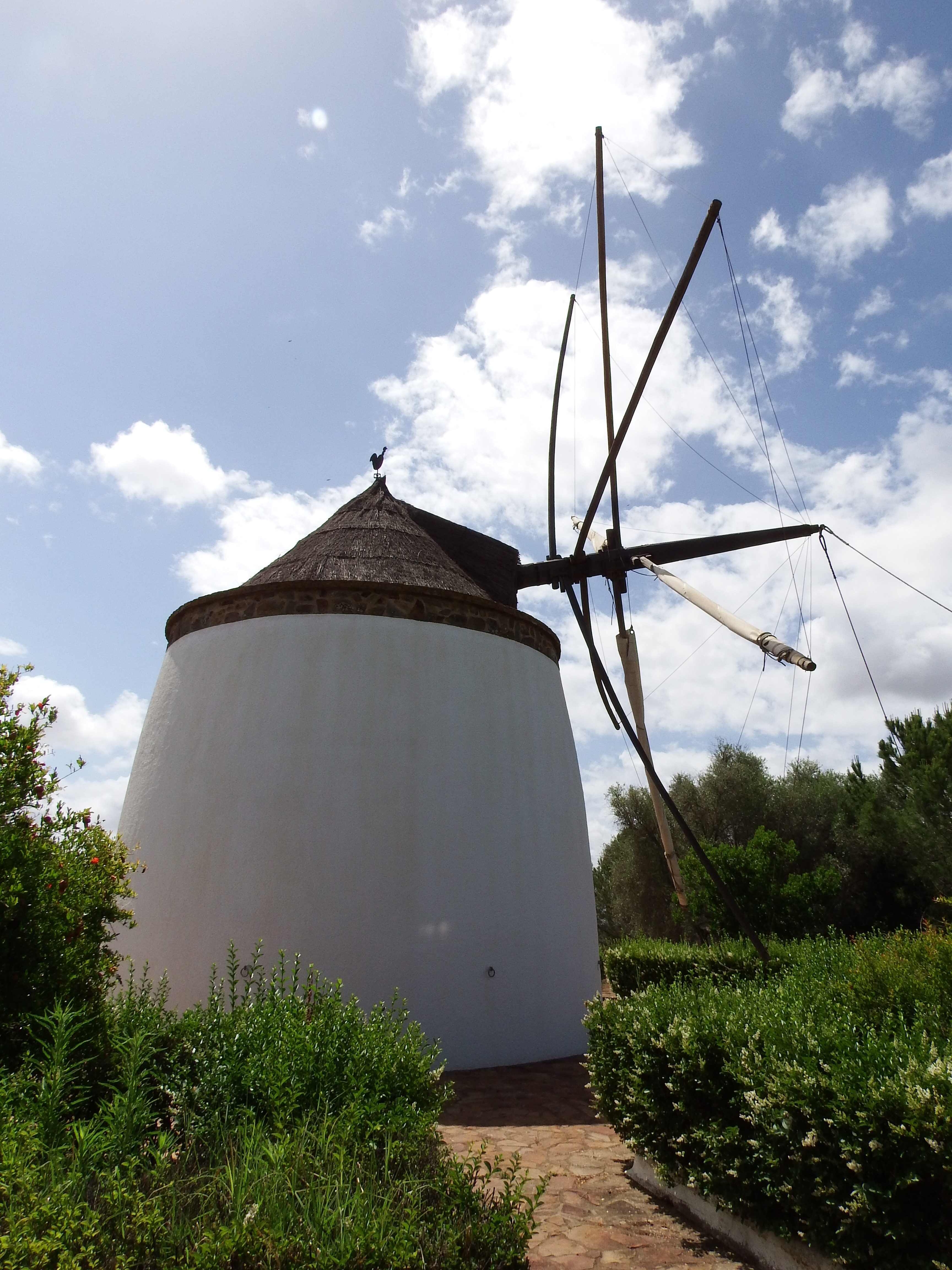
Windmühle
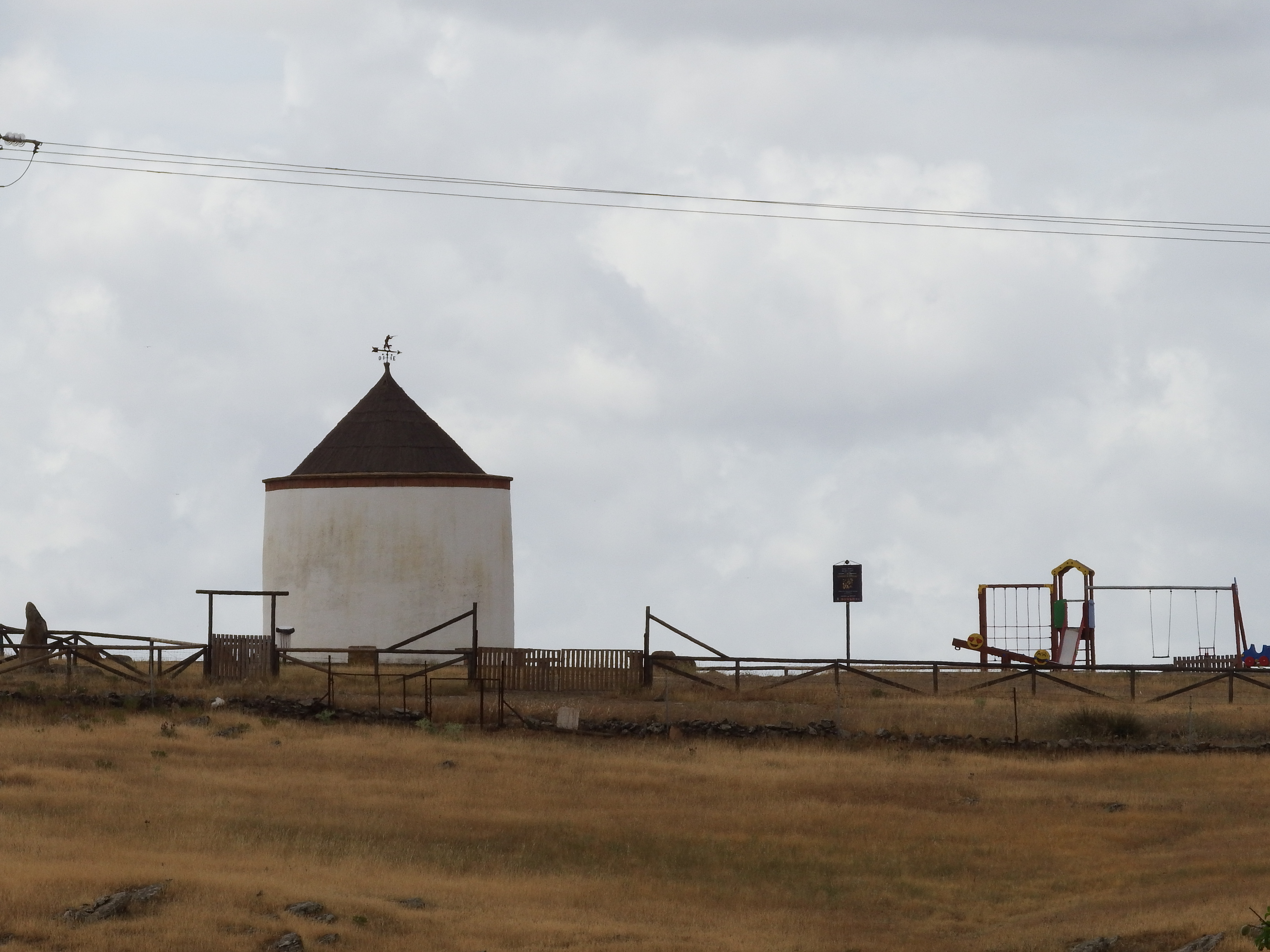
Windmühle
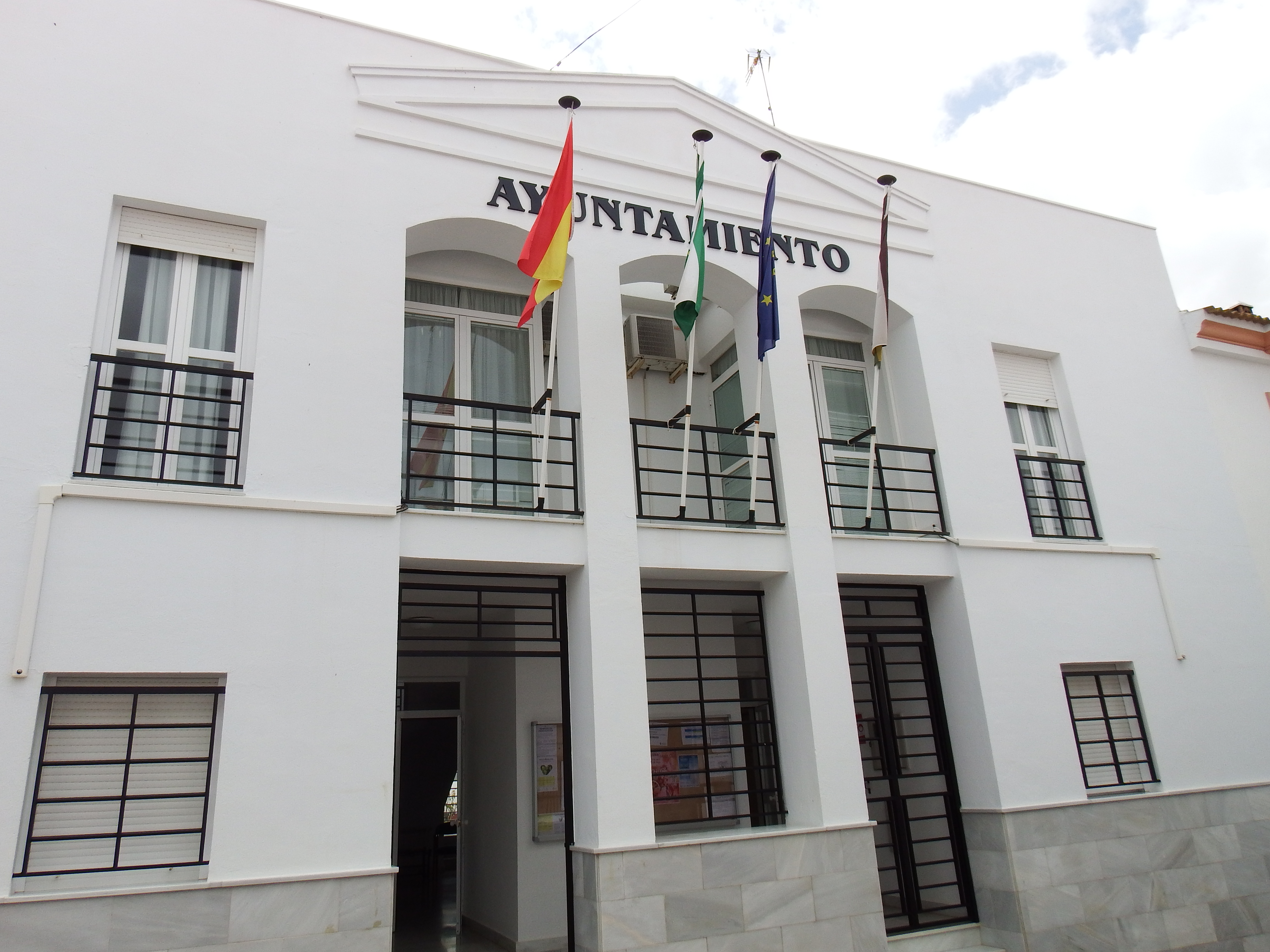
Rathaus